# Els llops
Els llops (títol original en francès, Les Loups) és una pel·lícula francesa de drama històric de 2024 dirigida per Isabelle Prim. S'ha subtitulat al català.

## Repartiment
- Blandine Madec
- Charlotte Clamens
- Raphaël Thiéry
- Marc Susini
- Silvia Lippi
- Mélanie Traversier